# Saint-Sauveur-de-Peyre
Saint-Sauveur-de-Peyre ist eine ehemalige französische Gemeinde mit 247 Einwohnern (Stand: 1. Januar 2022) im Département Lozère in der Region Okzitanien. Die Einwohner werden Salvadorais genannt.
Sie wurde mit Wirkung vom 1. Januar 2017 mit den vormaligen Gemeinden Aumont-Aubrac, Fau-de-Peyre, Javols, La Chaze-de-Peyre und Sainte-Colombe-de-Peyre zu einer Commune nouvelle mit dem Namen Peyre en Aubrac zusammengeschlossen. Sie hat seither dort den Status einer Commune déléguée.

## Lage
Saint-Sauveur-de-Peyre liegt auf der Hochebene der Aubrac, nördlich des Flusses Lot.

## Weblinks

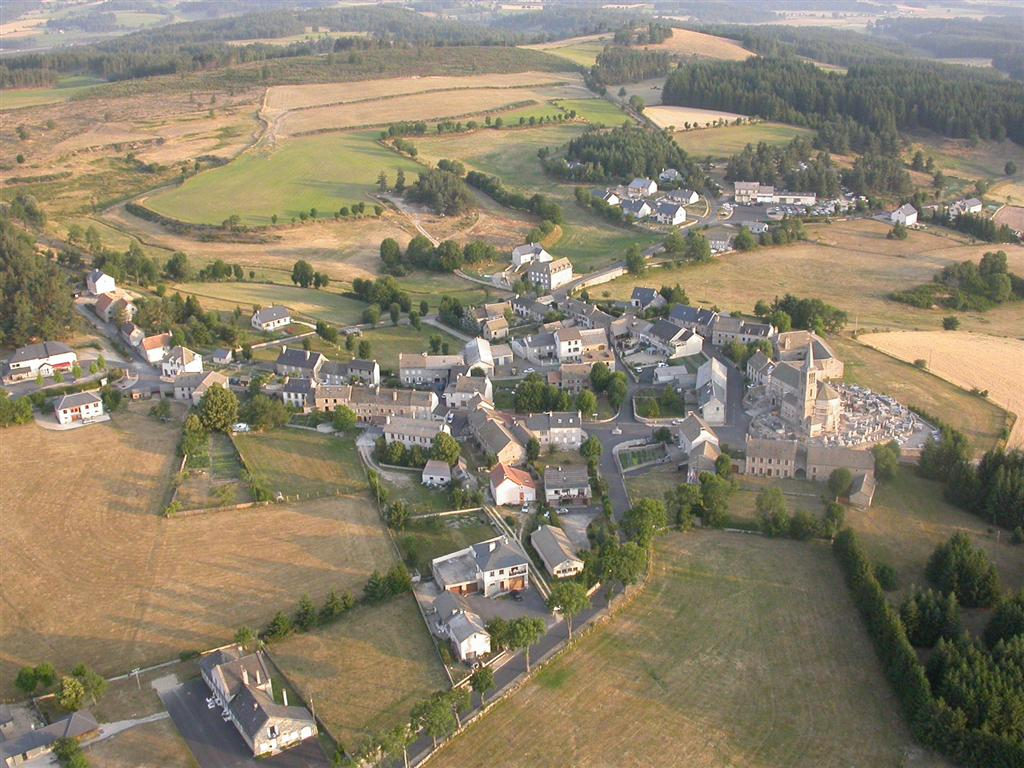
Luftbild von Saint-Sauveur-de-Peyre